# Свердловиннонасосне видобування нафти
Видобування (добування) глибиннонасосне (свердловиннонасосне), (англ. deep-pumping production; нім. Tiefpumpengewinnung f) — механізоване насосне піднімання рідини (як правило, нафти разом з пластовою водою) з глибоких свердловин на поверхню під час розробки родовищ.
Для В.г. застосовуються штангове, електровідцентрове і гідропоршневе насосне устатковання. Привод глибиннонасосного обладнання механічний, електричний, гідравлічний. До 90 % усього фонду вітчизняних свердловин обладнано насосними устаткованнями. Електровідцентрові устатковання забезпечують видобуток рідини в діапазоні 25-900 м³/доб за напору 550—1850 м. Штангові насосні устатковання мають продуктивність до 20-500 м3/доб. Гідропоршневі насосні устатковання забезпечують піднімання рідини об'ємом 100—1200 м3/доб з глибин 1500-4500 м. Крім того, для експлуатації свердловин за наявності ускладнювальних чинників, застосовують ґвинтові, діафрагмові, вібраційні, струменеві і турбонасосні устатковання.
Реком. термін — свердловиннонасосне видобування.